# حزب الله
حِزبُ الله أو المقاومة الإسلامية في لبنان هو حزب سياسي إسلامي شيعي مسلح مقره في لبنان تأسس عام 1982، وهو جزء من محور المقاومة الذي تقوده إيران ضد الولايات المتحدة وإسرائيل وحلفائهم في الشرق الأوسط، يقوم الحزب على الأيدولوجية الخمينية وولاية الفقيه. الجناح العسكري لحزب الله هو مجلس الجهاد، وجناحه السياسي هو حزب كتلة الوفاء للمقاومة في البرلمان اللبناني. وبعد وفاة عباس الموسوي في عام 1992، ترأس الجماعة حسن نصر الله، حتى اغتياله في سبتمبر 2024. وخلفه نعيم قاسم الذي تولى منصب الأمين العام لحزب الله في 27 أكتوبر 2024. مشروع الحزب هو جعل لبنان جزء من إيران فقال الأمين العام حينها حسن نصر الله: «مشروعنا الذي لا خيار لنا أن نتبنى غيره، كوننا مؤمنين عقائديين، هو مشروع دولة إسلامية وحكم الإسلام، وأن يكون لبنان ليس جمهورية إسلامية واحدة وإنما جزء من الجمهورية الإسلامية الكبرى، التي يحكمها صاحب الزمان ونائبه بالحق، الولي الفقيه الإمام الخميني»
بعد الغزو الإسرائيلي للبنان عام 1982، احتلّت إسرائيل جنوب لبنان، وأنشأت ميليشيا جيش لبنان الجنوبي، برزت فكرة حزب الله بين رجال الدين اللبنانيين الذين درسوا في النجف، والذين تبنوا النموذج الذي وضعه روح الله الخميني بعد الثورة الإيرانية عام 1979. بعد الفشل في الاتفاق على اسم للحزب الجديد. واتخذ مؤسسو الحزب الاسم الذي اختاره روح الله الخميني "حزب الله". تأسس حزب الله في أوائل الثمانينات كجزء من جهد إيراني لتجميع مجموعة متنوعة من الجماعات الشيعية اللبنانية المسلحة تحت سقف واحد. حزب الله يعمل كوكيل لإيران في الصراع بالوكالة بين إيران وإسرائيل الجاري. كان حزب الله قد صمم من قبل رجال الدين المسلمين ومولته إيران في المقام الأول لمضايقة الاحتلال الإسرائيلي. وكان قادته من أتباع آية الله الخميني، وقد تم تدريب قواته وتنظيمها من قبل وحدة من 1,500 من الحرس الثوري الذين وصلوا من إيران بإذن من الحكومة السورية، التي كانت تحتل لبنان في ذلك الوقت. وأوضح بيان حزب الله لعام 1985 أهدافه بأنها طرد «الأمريكيين والفرنسيين وحلفائهم بالتأكيد من لبنان، ووضع حد لأي كيان استعماري على أرضنا»، وتقديم الكتائب إلى «السلطة العادلة» وتقديمهم للعدالة «للجرائم التي ارتكبوها ضد المسلمين والمسيحيين»، والسماح «لجميع أبناء شعبنا» باختيار شكل الحكومة التي يريدونها، في حين يدعوهم إلى «اختيار خيار الحكومة الإسلامية».
شن حزب الله حملة حرب العصابات في جنوب لبنان، ونتيجة لذلك، انسحبت إسرائيل من لبنان في 24 مايو 2000، وانهار جيش لبنان الجنوبي واستسلم. وبدعم من إيران، قاتل مقاتلو حزب الله ضد القوات الصربية خلال الحرب البوسنية. وقد نمت القوة العسكرية لحزب الله بشكل كبير بحيث يعتبر جناحه شبه العسكري أكثر قوة من الجيش اللبناني. يوصف حزب الله بأنه «دولة داخل دولة»، وتطور إلى منظمة لها مقاعد في الحكومة اللبنانية، و‌محطة إذاعية و‌محطة تلفزيونية فضائية، و‌خدمات اجتماعية، ونشر عسكري واسع النطاق للمقاتلين خارج حدود لبنان. حزب الله هو جزء من تحالف 8 آذار داخل لبنان، في مواجهة تحالف 14 آذار. وحزب الله يحافظ على دعم قوي بين السكان الشيعة في لبنان، في حين أن السنة لم يوافقوا على جدول أعمال الجماعة. كما يجد حزب الله دعمًا من داخل بعض المناطق المسيحية في لبنان التي هي معاقل حزب الله. ويتلقى حزب الله التدريب العسكري والأسلحة والدعم المالي من إيران والدعم السياسي من سوريا. وحارب حزب الله وإسرائيل بعضهما البعض في حرب لبنان عام 2006.
بعد الاحتجاجات اللبنانية 2006–08 و‌الاشتباكات، شُكِلت حكومة وحدة وطنية في عام 2008، وحصل حزب الله وحلفائه المعارضون على أحد عشر مقعدًا من ثلاثين مقعدًا، مما يمنحهم حق النقض. وفي أغسطس 2008، وافقت الحكومة اللبنانية الجديدة بالإجماع على مشروع بيان سياسي اعترف بوجود حزب الله كمنظمة مسلحة ويضمن حقه في «تحرير الأراضي المحتلة أو استردادها» (مثل مزارع شبعا). منذ عام 2012، ساعد حزب الله الحكومة السورية خلال الحرب الأهلية السورية في معركتها ضد المعارضة السورية التي وصفها حزب الله بأنها دسيسة صهيونية ومؤامرة وهابية صهيونية لتدمير تحالفها مع الأسد ضد إسرائيل، مما أدي لتراجع شعبيته بين الأوساط السنية والمعارضة للنظام السوري. وقد نشر الحزب قواته في كل من سوريا و‌العراق لمحاربة أو تدريب القوات المحلية لمحاربة داعش. وبمجرد اعتبارها حركة مقاومة في أنحاء كثيرة من العالم العربي، فإن هذه الصورة التي استندت إليها شرعية الجماعة قد تضررت بشدة بسبب الطبيعة الطائفية للحرب الأهلية السورية التي أصبحت متورطة فيها.
إن وضع حزب الله كحزب سياسي شرعي، أو جماعة إرهابية، أو حركة مقاومة، أو مزيجًا منها هو قضية مثيرة للجدل. وقد صنفت الجامعة العربية والولايات المتحدة وفرنسا ومجلس التعاون الخليجي وكندا واليابان وهولندا وإسرائيل حزب الله كمنظمة إرهابية. وحظر الاتحاد الأوروبي ونيوزيلندا والمملكة المتحدة وأستراليا الجناح العسكري لحزب الله كمنظمة إرهابية، مع التمييز مع الجناح السياسي لحزب الله. وتعتبر روسيا حزب الله منظمة اجتماعية وسياسية مشروعة. ولا تزال جمهورية الصين الشعبية محايدة، وتجري اتصالات مع حزب الله.
منذ اندلاع  عملية طوفان الأقصى عام 2023، برز الحزب كطرف رئيسي في المواجهة مع إسرائيل، إذ بدأ عملياته العسكرية على الحدود اللبنانية الإسرائيلية دعمًا للفصائل الفلسطينية، قبل أن تتصاعد المواجهة إلى حرب شاملة تُعد الأعنف منذ عام 2006. خلال هذه المواجهة، اعتمد حزب الله استراتيجية هجومية شملت إطلاق الصواريخ والطائرات المسيّرة وتنفيذ عمليات نوعية ضد أهداف عسكرية إسرائيلية، في مقابل ضربات جوية وبرية إسرائيلية مكثفة استهدفت البنية التحتية ومراكز القيادة التابعة للحزب في مختلف مناطق لبنان، بما في ذلك اغتيال أمينه العام حسن نصرالله في غارة جوية إسرائيلية في سبتمبر 2024. وأدت التطورات العسكرية إلى تغييرات ميدانية وسياسية كبيرة في جنوب لبنان، حيث فرض الجيش اللبناني سيطرته على أكثر من 80% من مناطق جنوب الليطاني بعد وقف إطلاق النار في نوفمبر 2024، وتم تدمير أو مصادرة معظم الأسلحة المتوسطة والثقيلة التابعة للحزب. هذا الواقع الجديد أطلق نقاشًا داخليًا ودوليًا حول مستقبل سلاح حزب الله ودوره ضمن مؤسسات الدولة اللبنانية.
وفي 9 أبريل 2025 قال مسؤول بجماعة حزب الله لوكالة رويترز، إن الجماعة ستناقش مع الرئيس عون نزع سلاحها لأول مرة. وأضاف المسؤول في هذا السياق أنها يجب على إسرائيل الانسحاب من الأراضي اللبنانية ووقف هجماتها.وجاء ذلك بعد ما قالت نائبة المبعوث الأميركي إلى الشرق الأوسط مورغان أورتاغوس إن "لبنان ملتزم بهذه الخطوة وفق بنود القرار الأممي 1701، الذي ينص على نزع سلاح حزب الله على جميع الأراضي اللبنانية". وفي هذا السياق، اقترح الرئيس عون على أعضاء الحزب الانضمام إلى الجيش اللبناني بعد أن يتخلى حزب الله عن سلاحه.

## ظروف النشأة

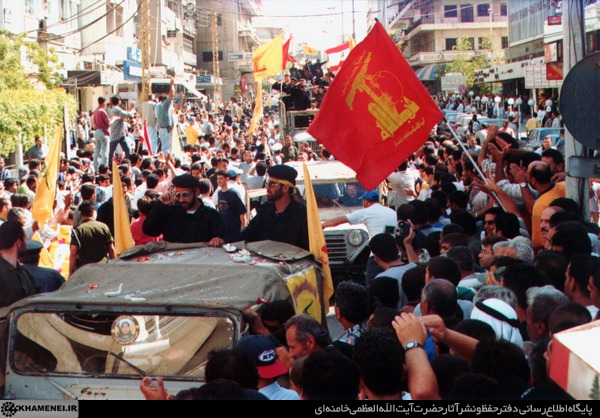
إحتفال اعضاء ومؤيدو حزب الله عقب إنهاء الإحتلال الإسرائيلي لجنوب لبنان.

سبق الوجود التنظيمي لحزب الله في لبنان والذي يؤرخ له بعام 1982 وجود فكري وعقائدي يسبق هذا التاريخ، هذه البيئة الفكرية كانت لمحمد حسين فضل الله دور في تكوينها من خلال نشاطه العلمي في الجنوب. وكان قيام الثورة الإسلامية في إيران عام 1979 بقيادة الخميني دافعا قويا لنمو حزب الله، وذلك للارتباط المذهبي والسياسي بين الطرفين.
وقد جاء في بيان صادر عن الحزب في 16 فبراير/ شباط 1985؛ أن الحزب «ملتزم بأوامر قيادة حكيمة وعادلة تتجسد في ولاية الفقيه، وتتجسد في روح الله آية الله الموسوي الخميني مفجر ثورة المسلمين وباعث نهضتهم المجيدة». كما جاء في البيان.
معظم أفراد الحزب هم من اللبنانيين الشيعة المرتبطين مذهبياً، بمرشد الثورة الإيرانية علي خامنئي حيث يعتبرونه واحداً من أكبر المراجع الدينية العليا لهم، ويعتبر حسن نصر الله، الأمين العام لحزب الله، الوكيل الشرعي لـعلي خامنئي في لبنان؛ هذا الارتباط الأيديولوجي والفقهي بإيران سرعان ما وجد ترجمته المباشرة في الدعم السريع والمباشر من الجمهورية الإسلامية وعبر حرسها الثوري للحزب الناشئ.
تشكل الحزب في ظروف يغلب عليها طابع «المقاومة العسكرية» للاحتلال الإسرائيلي الذي اجتاح لبنان عام 1982، ولذلك فالحزب يبني أيدلوجيته السياسية على أساس مقاومة الاحتلال. وكانت أولى العمليات التي قام بها الحزب وأكسبته شهرة مبكرة في العالم العربي، قيامه بنسف مقر القوات الأمريكية والفرنسية في أكتوبر/ تشرين الأول عام 1983، وقد أسفرت تلك العملية عن مقتل 300 جندي أمريكي وفرنسي.

## توجهات الحزب
يهتم حزب الله بمصير ومستقبل لبنان، ويساهم مع بقية القوى السياسية اللبنانية في إقامة مجتمع أكثر عدالة وحرية. كما يرفع الحزب شعارات الالتزام بالوحدة الوطنية في لبنان والدعوة إلى رفض الوجود الأجنبي فيه. ويهتم بالقضايا العربية والإسلامية وبخاصة القضية الفلسطينية. حيث ينادي حزب الله بالقضاء على إسرائيل (معتبراً إياها كياناً غير مشروع)، كما يعتبر الأراضي الفلسطينية كلها أرضا محتلة من البحر إلى النهر.

## البناء التنظيمي
رغم عامل السرية الشديدة الذي يحرص الحزب عليه في أغلب نشاطاته، فإن ذلك لم يمنعه من الإعلان عن وجود بعض الهياكل التنظيمية التي تنظم عمل الحزب، منها على سبيل المثال:-
- هيئة قيادية.
- مجلس سياسي.
- مجلس تخطيطي.
- كتلة النواب.
- مجموعات تنفيذية.
- هيئات استشارية.

ويتخذ القرار داخل تلك الهيئات بأغلبية الأصوات، ويعتبر مجلس شورى الحزب أعلى هيئة تنظيمية حيث يتكون من 7 أعضاء
تسند إليهم مسؤولية متابعة أنشطة الحزب الأخرى الاقتصادية والاجتماعية وغيرها.

## أمناء الحزب

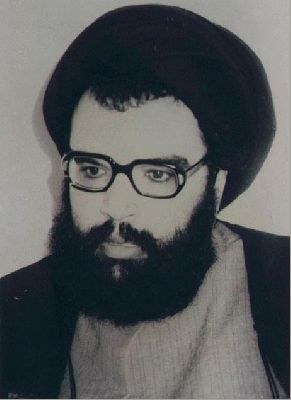
عباس الموسوي
ثاني أمين عام لحزب الله

لا توجد مصادر مستقلة تتحدث بالتفصيل عن طرق إدارة الحزب قبل العام 1989، إلا أن المعلومة المتداولة تفيد أن القيادة كانت جماعية، إلى أن انتخب الأمين العام الأول لحزب الله وهو صبحي الطفيلي، الذي تولى هذا المنصب في الفترة من عام 1989 حتى عام 1991، ثم أجبر على الاستقالة بعد إعلانه من جانب واحد العصيان المدني على الحكومة اللبنانية الأمر الذي رفضه الحزب، وتولى منصب الأمين العام عباس الموسوي خلفاً له، لكنه لم يستمر أكثر من تسعة أشهر، فقد اغتالته إسرائيل في عام 1992، ليقود الحزب من بعده حسن نصر الله، الذي اغتالته إسرائيل في 28 سبتمبر 2024.

## أبرز شخصيات الحزب
- حسن نصر الله.
- نعيم قاسم.
- هاشم صفي الدين.
- عبد الكريم عبيد.[88][89]
- فؤاد شكر.
- عماد مغنية

## المؤسسات الخدمية
كانت للخدمات التي نشط الحزب في تقديمها للجماهير وبخاصة في الجنوب اللبناني أكبر الأثر في زيادة شعبيته، فقد نشط الحزب في إقامة المدارس والجمعيات الخيرية التي تعنى بأسر الجرحى والشهداء، ومن هذه المؤسسات على سبيل المثال:-
- مؤسسة (جهاد البناء) وتأسست سنة 1988 وتضم العديد من المهندسين والفنيين والعمال وتتخصص في حفر الآبار وإعداد الدورات التدريبية في مجال الزراعة والبيطرة وهي تهتم الآن خاصة بإعادة إعمار ما دمره العدوان الإسرائيلي على لبنان في تموز 2006 وقد قطعت شوطا كبيرا في ذلك.
- الهيئة (الصحية الإسلامية) ولها فروع عدة بلغت 47 فرعاً تنتشر في البقاع والجنوب بالإضافة إلى بيروت.
- جمعية (القرض الحسن) وتأسست سنة 1982 بهدف تقديم القروض غير الربوية للمحتاجين.
- جمعية (الإمداد الخيرية الإسلامية) وتأسست سنة 1987 وتعمل على مساعدة الأسر على الاكتفاء ذاتياً، ورعاية الأيتام والعجزة والأرامل.
- مؤسسة (الشهيد) ومهمتها الاهتمام التربوي والتعليمي بأسر الشهداء.
- المؤسسة (الإسلامية للتربية والتعليم) ويعود تاريخ تأسيسها إلى سنة 1993 وتهتم ببناء المدارس في مختلف المناطق اللبنانية وتحرص على أن تكون أولوية الالتحاق في تلك المدارس لأبناء الشهداء.
- مؤسسة الجرحى ومهمتها الاهتمام بجرحى المقاومة وراعيتهم وتقديم الخدمات الصحية لهم
- هيئة (دعم المقاومة الإسلامية) التي تجمع التبرعات للمقاومة وتعقد الندوات وتقيم المعارض لزيادة الوعي بأهمية المقاومة.

وللحزب مؤسسات رياضية وثقافية وإعلامية مهمة مثل مركز الإمام الخميني، وجريدة العهد، وإذاعة النور وتلفزيون المنار، الذي نجح في جذب قطاع عريض من المشاهدين، رغم منعه في العديد من الدول الغربية بحجة تشجيعه للعنف، وقد عرض بالصورة الحية عمليات حزب الله العسكرية ضد إسرائيل.

## الفكر والبرنامج

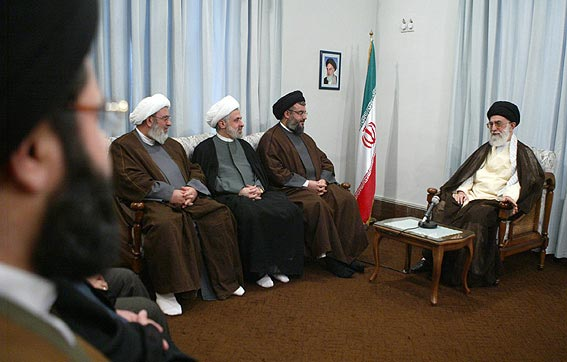
لقاء الأمين العام لحزب الله حسن نصرالله والوفد مع علي خامنئي الولي الفقيه وزعيم الجمهورية الإسلامية الإيرانية عام 2004م.

يميز حزب الله في تحركاته السياسية على الساحة اللبنانية بين الفكر والبرنامج السياسي، فيرى أن الفكرة السياسية لا تسقط إذا كان الواقع السياسي غير موات لتطبيقها، كما هو الحال بالنسبة لفكرة إقامة دولة إسلامية في لبنان. يقول حسن نصر الله «نحن لا نطرح فكرة الدولة الإسلامية في لبنان على طريقة الطالبان في أفغانستان، ففكرة الدولة الإسلامية في لبنان حاضرة على مستوى الفكر السياسي، أما على مستوى البرنامج السياسي فإن خصوصيات الواقع اللبناني لا يساعد على تحقيق هذه الفكرة، فالدولة الإسلامية المنشودة ينبغي أن تكون نابعة من إرادة شعبية عارمة، ونحن لا نستطيع إقامتها الآن لحاجتها إلى حماية».

### المواقف والإجراءات المتعلقة باليهود واليهودية
قال مسؤولو حزب الله، في حالات نادرة، إنهم «معادين للصهيونية» فقط وليسوا معادين للسامية. ومع ذلك، وفقاً للعلماء، «هذه الكلمات لا تصمد أمام التمحيص الدقيق». من بين أفعال أخرى، يشارك حزب الله بنشاط في إنكار الهولوكوست وينشر نظريات المؤامرة المعادية للسامية.
نسبت العديد من البيانات المعادية للسامية إلى مسؤولي حزب الله. تقول أمل سعد غريب، وهي محللة سياسية لبنانية، إنه على الرغم من أن الصهيونية قد أثرت على معاداة اليهودية بين أعضاء حزب الله، «فهي لا تتوقف عليها» لأن كراهية حزب الله لليهود لها دوافع دينية أكثر من الدوافع السياسيَّة. وصف روبرت س. ويستريش، وهو مؤرخ متخصص في دراسة معاداة السامية، أيديولوجية حزب الله المتعلقة باليهود:
تجمع معاداة السامية لقادة حزب الله والمتحدثين باسمه صورة القوة اليهودية التي لا تقهر على ما يبدو... وصورة المُكره مع الازدراء المخصص عادةً للأعداء الضعفاء والجبناء. ومثل دعاية حماس للحرب المقدسة، اعتمد حزب الله على التشهير اللانهائي لليهود بأنهم «أعداء البشرية» و«أعداء التآمر والعناد والغرور» المليئين «بالخطط الشيطانية» لإستعباد العرب. وهو يدمج معاداة اليهودية الإسلامية التقليدية بأساطير المؤامرة الغربيَّة، ومعاداة العالم الثالث للصهيونية، وازدراء الشيعة الإيرانيين لليهود باعتبارهم «غير طاهرين» وكفار فاسدين. , عادةً ما يصر محمد حسين فضل الله على أن اليهود يرغبون في تقويض أو طمس الإسلام والهوية الثقافية العربية من أجل تعزيز هيمنتهم الاقتصادية والسياسي.
تقول التقارير المتضاربة أنَّ قناة المنار التلفزيونية التي يملكها حزب الله وتديرها تتهم إسرائيل أو اليهود بنقل فيروس نقص المناعة البشرية وغيره من الأمراض إلى العرب في جميع أنحاء الشرق الأوسط. وتعرضت قناة المنار لإنتقادات في الغرب لبثها «دعاية معادية للسامية» في شكل دراما تلفزيونية تصور نظرية مؤامرة وهي الهيمنة على العالم من قبل اليهود. وإُتِهمت المجموعة من قبل المحللين الأمريكيين بالتورط في إنكار الهولوكوست. بالإضافة إلى ذلك، خلال حرب عام 2006، اعتذرت قيادة الحزب فقط عن قتل العرب في إسرائيل (أي غير اليهود).

## علاقاته الخارجية
على الرغم من أن الولايات المتحدة الأمريكية قد وضعت حزب الله في لائحة «المنظمات الإرهابية» بسبب أعماله تجاه إسرائيل، واعتقادها بأن الحزب هو من قام بتفجير مقر القوات الأمريكية والفرنسية في بيروت في أكتوبر/ تشرين الأول عام 1983، تلك العملية التي أسفرت عن مقتل 300 جندي أمريكي وفرنسي. كما تتهمه أيضا بالمسؤولية عن مسلسل خطف الرهائن الغربيين إبان حرب لبنان عام 1982. مما يعني تقييد تفاعله خارج لبنان.، إلا أن الحزب استطاع أن ينسج علاقات طيبة مع عدة دول في محيطه الإقليمي وحتى خارجه.[ما هي؟]

### علاقاته العربية

#### علاقته بسوريا

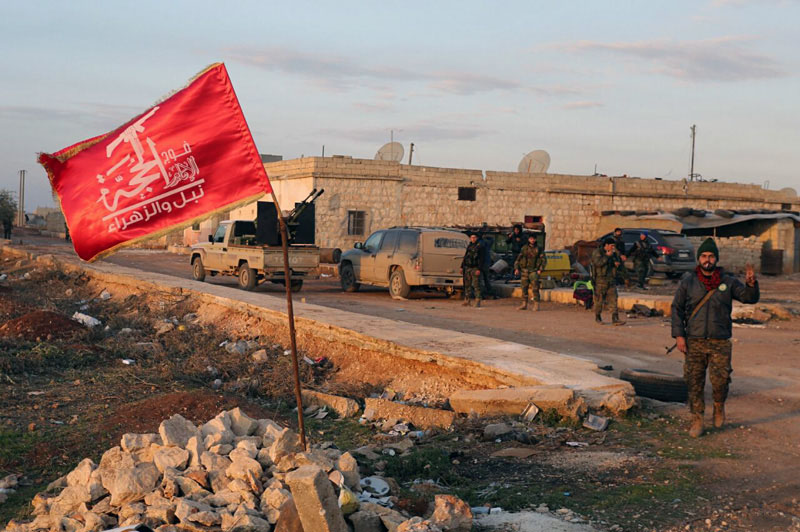
مقاتلوا حزب الله في سوريا خلال الحرب الأهلية السورية.

تميزت العلاقة بين حزب الله وسوريا بخصوصية واضحة منذ عقد اتفاق الطائف برعاية سعودية / سورية الذي نُزِعت بموجبه أسلحة الفصائل اللبنانية المتصارعة وحل المليشيات العسكرية، وأبقت على الأسلحة بحوزة حزب الله الذي لم يكن طرفاً في الحرب الأهلية، بل كان مجال نشاطه متركزا في منطقة الحزام الأمني الذي أقامته إسرائيل في جنوب لبنان، وزاد من خصوصية تلك العلاقة أن سوريا لم تتوقف عن سياسة دعم حركات المقاومة ضد الاحتلال الإسرائيلي، ولا ينفي حزب الله تلقيه مساعدات مختلفة من سوريا بل إنه يهدي انتصاراته على إسرائيل لها بالدرجة الثانية بعد لبنان لأنها الداعم الأول وصاحبة الفضل الكبير في انتصاراته.
بعد الحرب الأهلية السورية في 2011 دعم حزب الله الحكومة السورية مماتسبب بزايدة الانتقادات ضده في العالم العربي والإسلامي خصوصا عند المسلمين السنة وفي عام 2013 أعلن الحزب تدخله عسكريا في الحرب في سوريا ووقوفه مع الحكومة السورية بقيادة بشار الاسد مما أدى إلى تصنيف الحزب كمنظمة إرهابية لدى مجلس التعاون لدول الخليج العربية.

#### في العالم العربي والإسلامي
بعد عام 2006 اعتبر الحزب مقاومة وطنية لدى معظم العرب والمسلمين 
إلى ان الوضع تغير بعد اتهام الحزب باغتيال الرئيس اللبناني الأسبق رفيق الحريري وبدأ ينظر له من معظم المسلمين السنة كحزب يعمل لخدمة المصالح الإيرانية في المنطقة 
وفي عام 2009 وضع الرئيس المصري الأسبق حسني مبارك الحزب كمنظمه إرهابية 

#### علاقات أخرى
بالإضافة إلى العلاقات الإستراتيجية الوثيقة مع سوريا فإنه على اتصال مع دول أخرى، كالسعودية حيث استقبل العاهل السعودي الملك عبد الله بن عبد العزيز نائب الأمين العام للحزب نعيم قاسم نهاية عام 2006، وذلك مع بدء الأزمة اللبنانية بخصوص الحكومة. كذلك قطر الدولة العضو في مجلس التعاون الخليجي والتي قامت بوساطة ناجحة بين الأطراف اللبنانية أنهت بها أزمة خطيرة تتعلق برئاسة الجمهورية وتشكيل الحكومة منتصف 2008، وأيضا السودان الذي كان بحاجة للتأييد الرسمي والشعبي في مواجهة ملاحقة قادته دوليا، ووجد في حزب الله مؤيدا له في هذا الشأن حيث للحزب نفوذ كبير في الشارع العربي والإسلامي، وفي المغرب العربي أعلن الزعيم الليبي العقيد معمر القذافي تأييده للحزب في مقاومته لإسرائيل في خطاب له في أبريل 2007 بمناسبة ذكرى الغارة الأمريكية على ليبيا، والتي كانت في عام 1986. كما أن الحزب يلتقي مع جميع حركات المقاومة الفلسطينية وله معها علاقات طيبة تتجاوز التعاطف، وتصل في بعض الأحيان إلى الدعم اللوجستي.

### علاقاته الدولية

#### علاقته بإيران
راجع: رؤية خامنئي حول حزب الله، حزب الله في إيران

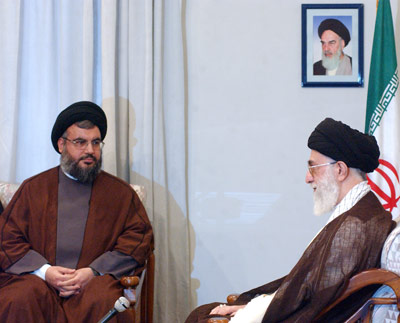
آية الله العظمي علي خامنئي القائد الأعلي للثورة الإسلامية الإيرانية يلتقيحسن نصر الله في طهران عام 2005م.

العلاقة بين حزب الله وإيران يتداخل فيها البعد السياسي والديني، فبعض اللبنانيين الشيعة الذين يمثلون كوادر حزب الله تربطهم بالمرجعيات الدينية الإيرانية روابط روحية عميقة، ويعتبر مرشد الثورة الإيرانية علي خامنئي أكبر مرجعية دينية بالنسبة لهم. ويسمى أمين عام حزب الله حسن نصر الله «الوكيل الشرعي لآية الله خامنئي».
وبالرغم من الدعم السياسي والمالي الذي يتلقاه حزب الله من إيران فإن أمينه العام السابق حسن نصر الله يقول «أن ذلك لا يعني أن الحزب هو حزب إيراني على أرض لبنانية»، ويعضد كلامه بالقول «إن أمين عام الحزب لبناني، وكل كوادر الحزب لبنانية، ويمارس نشاطه على أرض لبنانية، ويدافع ويقدم شهداء في سبيل تحرير الأرض اللبنانية، وكل هذا كما يقول معايير كافية على أن الحزب لبناني وليس إيرانيا». خلال الحرب الاخيرة بين الحزب وإسرائيل  نفى مسؤولون لبنانيون وكذلك حزب الله اتهامات المتحدث باسم الجيش الاسرائيلي افخاي ادرعي أن «فيلق القدس الإيراني وحزب الله استغلا رحلات مدنية إلى مطار بيروت لتهريب الأموال».

#### علاقات أخرى

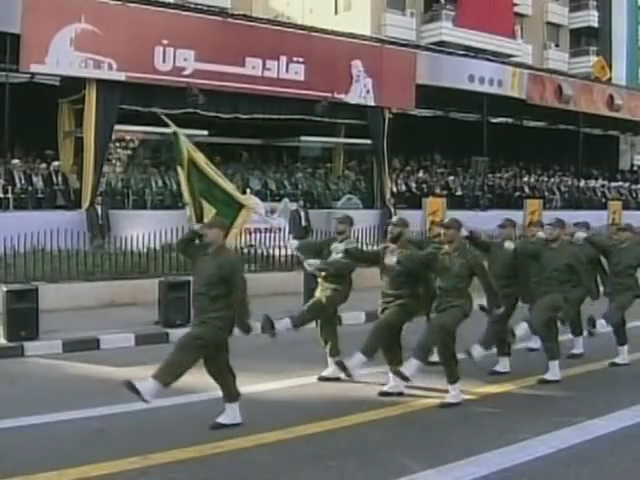
عرض عسكري لحزب الله في بيروت، لبنان عام 2000م.

أما على الصعيد الدولي فإن الحزب تعامل مرّات عدة مع الأمم المتحدة، خاصة فيما يتعلق بوقف الأعمال الحربية مع إسرائيل وملف الأسرى. وكان له اتصال في الشأن ذاته مع ألمانيا التي لعبت دور الوسيط بينه وبين إسرائيل في عمليات تبادل الأسرى، واستقبلت فرنسا وفدا رسميا لحزب الله في إطار محاولتها حل الأزمة اللبنانية بخصوص الحكومة في 2008. كما قامت الحكومة البريطانية بالسماح لإجراء اتصالات بينها وبين الجناح السياسي لحزب الله في إطار العلاقات الثنائية بين بريطانيا ولبنان، ورغبتها في أن تكون صديق أكثر فاعلية للبنان.

الدول التي تعترف بحزب الله كمنظمة إرهابية.

### تصنيف حزب الله بين الإرهاب والمقاومة
أن عدداً من الحكومات تختلف حول شرعية وجود حزب الله من الناحية العسكرية أو السياسية أو كليهما. فمنها من يعتبره حركة مقاومة شرعية بكل أجنحتها العسكري منها والسياسي، وذلك لدوره في مقاومة الاحتلال الإسرائيلي للبنان، ولمشاركته في الدفاع الوطني. ومنها من يعتبر الجناح السياسي للحزب هو الأمر المقبول والشرعي دون جناحه العسكري، وذلك لاعتبارها عمل الحزب العسكري «إرهاباً». والبعض الآخر يرى الحزب بِكِلا جناحيه «منظمة إرهابية» غير شرعية.
وفيما يلي قائمة بأسماء بعض الدول التي تعتبر حزب الله أو إحدى أجنحته تنظيما إرهابيا:-
| الدولة/المنظمة                   | الموقف من حزب الله                                                | المصدر                  |
| -------------------------------- | ----------------------------------------------------------------- | ----------------------- |
| مجلس التعاون لدول الخليج العربية | تعتبر الحزب بالكامل منظمة إرهابية                                 | [ 116 ]                 |
| البحرين                          | تعتبر الحزب بالكامل منظمة إرهابية                                 | [ 117 ]                 |
| الاتحاد الأوروبي                 | تعتبر الجناح العسكري للحزب فقط منظمة إرهابية                      | [ 118 ]                 |
| الولايات المتحدة                 | تعتبر الحزب بالكامل منظمة إرهابية                                 | [ 119 ]                 |
| المملكة المتحدة                  | تعتبر الحزب بالكامل منظمة إرهابية                                 | [ 120 ]                 |
| فرنسا                            | تعتبر الحزب بالكامل منظمة إرهابية                                 | [ 121 ]                 |
| اليابان                          | تعتبر الحزب بالكامل منظمة إرهابية                                 | [ 122 ]                 |
| النمسا                           | تعتبر الحزب بالكامل منظمة إرهابية                                 | [ 123 ]                 |
| ألمانيا                          | تعتبر الحزب بالكامل منظمة إرهابية من 30 نيسان/أبريل 2020          | [ 124 ]                 |
| سويسرا                           | تعتبر الحزب بالكامل منظمة إرهابية                                 | [ 123 ]                 |
| التشيك                           | تعتبر الحزب بالكامل منظمة إرهابية                                 | [ 123 ]                 |
| إسرائيل                          | تعتبر الحزب بالكامل منظمة إرهابية                                 | [ 125 ]                 |
| كندا                             | تعتبر الحزب بالكامل منظمة إرهابية                                 | [ 126 ]                 |
| هولندا                           | تعتبر الحزب بالكامل منظمة إرهابية                                 | [ 127 ]                 |
| نيوزيلندا                        | تعتبر الجناح العسكري للحزب فقط منظمة إرهابية                      | [ 128 ]                 |
| ليتوانيا                         | تعتبر الحزب بالكامل منظمة إرهابية                                 | [ 129 ]                 |
| كوسوفو                           | تعتبر الجناح العسكري للحزب فقط منظمة إرهابية                      | [ 130 ]                 |
| سلوفينيا                         | تعتبر الحزب بالكامل منظمة إرهابية                                 | [ 131 ]                 |
| صربيا                            | تعتبر الحزب بالكامل منظمة إرهابية                                 | [ 132 ]                 |
| أستراليا                         | تعتبر الحزب بالكامل منظمة إرهابية من 24 نوفمبر/ تشرين الثاني 2021 | [ 133 ] [ 134 ] [ 135 ] |
| الباراغواي                       | تعتبر الحزب بالكامل منظمة إرهابية                                 | [ 136 ]                 |
| هندوراس                          | تعتبر الحزب بالكامل منظمة إرهابية                                 | [ 137 ]                 |
| كولومبيا                         | تعتبر الحزب بالكامل منظمة إرهابية                                 | [ 137 ]                 |
| غواتيمالا                        | تعتبر الحزب بالكامل منظمة إرهابية                                 | [ 138 ]                 |
| الإمارات العربية المتحدة         | تعتبر الحزب بالكامل منظمة إرهابية                                 | [ 139 ]                 |
| المملكة العربية السعودية         | تعتبر الحزب داخل السعودية (حزب الله الحجاز) منظمة إرهابية         | [ 140 ]                 |
| دولة الكويت                      | تعتبر الحزب داخل الكويت «محظور ومجرم طبقاً للقانون»                | [ 141 ]                 |

وفيما يلي قائمة بأسماء بعض الدول التي لا تعتبر حزب الله أو إحدى أجنحته تنظيما إرهابيا:-
| الدولة/المنظمة         | الموقف من حزب الله | المصدر          |
| ---------------------- | --- | --------------- |
| جامعة الدول العربية    | لا تعتبر الحزب منظمة إرهابية. | [ 142 ]         |
| الجزائر                | رفضت الجزائر تصنيف حزب الله كمنظمة إرهابية. | [ 143 ]         |
| مصر                    | لا تصنف حزب الله كمنظمة إرهابية وأعلن السيسي أنه لن يتخذ أي إجراء ضد الحزب ورفض الحرب مع إيران، رغم قيام خلية مسلحة للحزب بالتخطيط لاغتيالات واعتداءات ضد مواقع سياحية مصرية وسفن تعبر قناة السويس في 2010 كما قام حزب الله بإقتحام السجون خلال أحداث 25 يناير 2011 لتهريب سجنائه في القضية. | [ 144 ] [ 145 ] |
| الصين                  | تظل جمهورية الصين الشعبية على الحياد وتحافظ على اتصالات مع حزب الله. | [ 146 ]         |
| كوبا                   | حزب الله يدير قاعدة عسكرية في كوبا، وتم إتهامها بدعم حزب الله لكنها نفت ذلك. | [ 147 ]         |
| إيران                  | حزب الله مدعوم ماديا وعسكريا وسياسيا من إيران. | [ 148 ]         |
| كوريا الشمالية         | لا تعتبر حزب الله منظمة إرهابية. |                 |
| روسيا                  | تعتبر حزب الله منظمة اجتماعية سياسية شرعية وليست إرهابية. | [ 149 ]         |
| فنزويلا (حكومة مادورو) | لا تعتبر حزب الله منظمة إرهابية. |                 |

## العمليات العسكرية

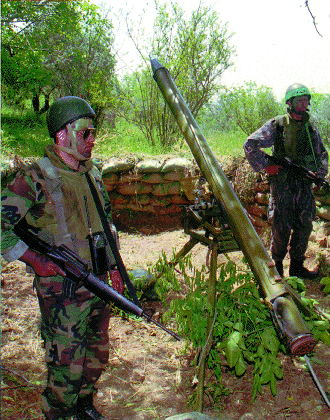
مقاتلو حزب الله.

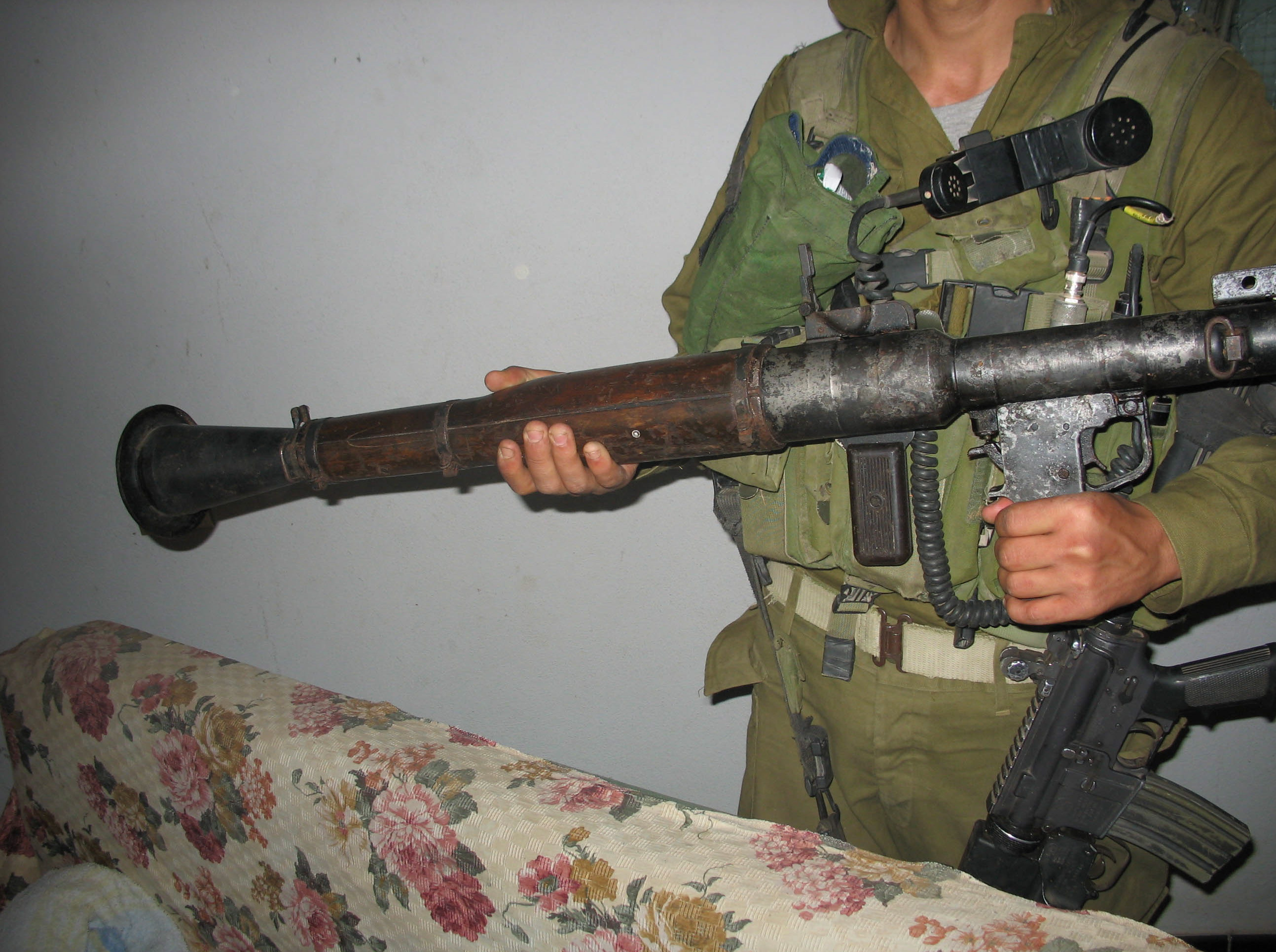
الجيش الإسرائيلي يعثر على أسلحة لحزب الله في قرية عيترون.

تميز حزب الله عن غيره من الأحزاب السياسية في الساحة اللبنانية بعملياته المسلحة ضد إسرائيل، والتي جعلته يخرج بمنطلقاته السياسية والعقائدية التنظيرية إلى حيز التطبيق العملي، وأكسبته شرعية وشعبية لدى الشارع اللبناني بل وحتى لدى العرب والمسلمين أيضاً. ويعتبر الحزب أن تلك العمليات بالإضافة إلى كونها «عامل قلق أمني للإسرائيليين»، فإنها تمثل كذلك وكما يقول حسن نصر الله «رداً عملياً على المشروع السلمي للتطبيع مع العدو الإسرائيلي الذي يتبناه بعض المثقفين العرب» حسب قوله.

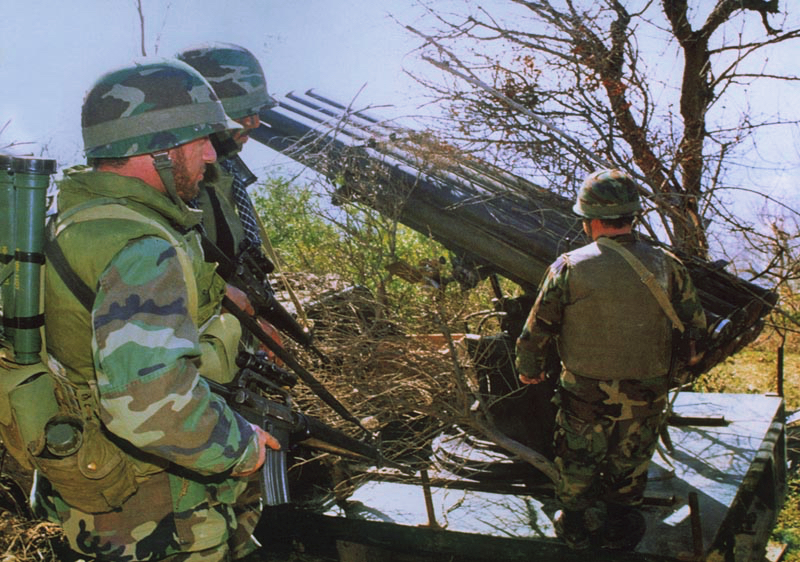
صورة لمجموعة من مقاتلي حزب الله

كبَّدت العمليات العسكرية الناجحة لحزب الله الجيش الإسرائيلي خسائر سنوية بلغت ما بين 22 و23 قتيلاً، وعددا كبيرا من الجرحى والأسرى. وتشير مصادر حزب الله إلى أن متوسط العمليات العسكرية التي شنها في الفترة من 1989 وحتى 1991 بلغت 292 عملية، وفي الفترة بين عامي 1992 و1994 بلغت 465 عملية، أما في الفترة بين 1995 و1997 فقد بلغت تلك العمليات 936، وكان نصيب المقاومة الإسلامية – الجناح العسكري لحزب الله – 736 عملية.
أما المصادر الإسرائيلية فتشير إلى أن إسرائيل فقدت في عام 1988 وحده 36 جنديًا وجرح لها 64 آخرون، وخطف منها جنديان. وفي الإجمال كانت حصيلة القتلى الإسرائيليين على مدى 18 عاماً حوالي 1200 قتيل.
وقد بدأت إسرائيل خطواتها الأولى باتجاه الانسحاب نتيجة لهذه العمليات الفدائية في وقت مبكر، فكان الانسحاب الأول الكبير في عام 1985، ثم تلاه انسحابات أخرى لاحقة كان أبرزها كذلك الانسحاب من منطقة «جزين» اللبنانية. وخلقت داخل المجتمع الإسرائيلي تياراً شعبياً قوياً يطالب بالانسحاب من «المستنقع اللبناني»، وكان من أشهر الحركات المطالبة بالانسحاب «الأمهات الأربع».
استخدم حزب الله في عملياته العسكرية ضد إسرائيل أسلوب حرب العصابات والعمليات الفدائية، والتي في الأغلب تستعمل الكمائن والعبوات الناسفة والمدافع بالإضافة إلى صواريخ الكاتيوشا التي اشتهر الحزب باستعمالها ضد المستوطنات الإسرائيلية.
وتميزت أعمال المقاومة العسكرية لحزب الله بالدقة في تحديد الأهداف والمفاجأة وتأمين خطوط الانسحاب، وساعدهم في كل ذلك جهاز استخباراتي مدرب؛ وكانت أشهر عمليات الحزب وأنجحها هي معركة «أنصارية» عام 1997 عندما استدرجت طائرة هليكوبتر على متنها ستة عشر مقاتلا من القوات الإسرائيلية الخاصة وأبادتهم جميعا.

### هجمات انتحارية مزعومة

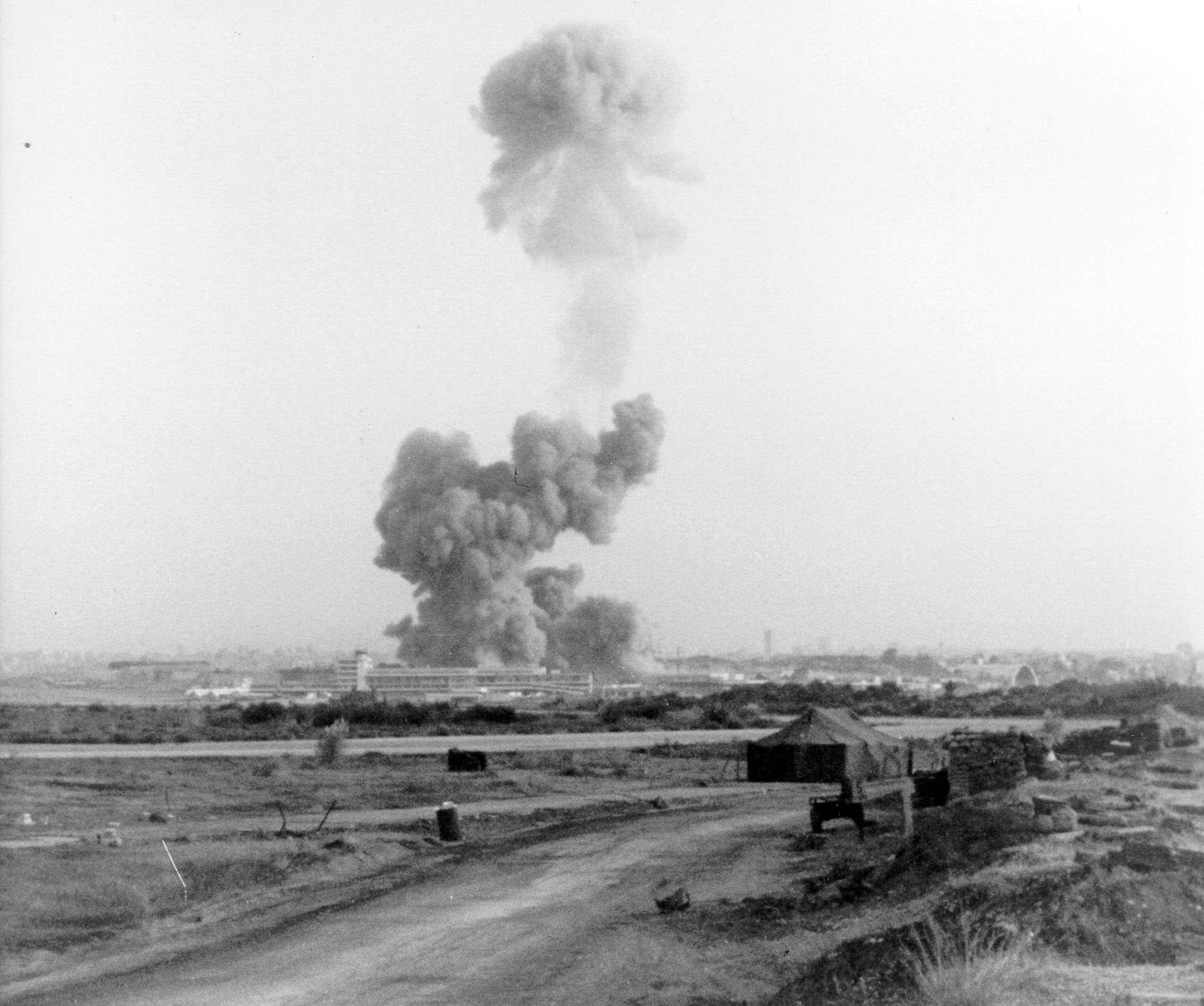
سحابة دخان تتصاعد من الثكنات الأمريكية التي تعرضت للقصف في مطار بيروت الدولي ، حيث قتل أكثر من 200 من مشاة البحرية الأمريكية التي قامت بها جماعة الجهاد الإسلامية اللبنانية التابعة لحزب الله.

بين عامي 1982 و 1986، كان هناك 36 هجومًا انتحاريًا في لبنان موجهًا ضد القوات الأمريكية والفرنسية والإسرائيلية من قبل 41 فردًا، مما أسفر عن مقتل 659.  وينفي حزب الله ضلوعه في بعض هذه الهجمات، على الرغم من اتهامه بالتورط أو الارتباط بها. بعض أو كل هذه الهجمات:
- تفجيرات القيادة العامة في صور 1982-1983.
- تفجير السفارة الأمريكية في أبريل 1983 (من قبل جماعة الجهاد الإسلامية اللبنانية)،[152]
- قصف ثكنة بيروت عام 1983 (من قبل جماعة الجهاد الإسلامية اللبنانية)، والذي أسفر عن مقتل 241 من مشاة البحرية الأمريكية و 58 مظليًا فرنسيًا و 6 مدنيين في الثكنات الأمريكية والفرنسية في بيروت[153]
- تفجيرات الكويت 1983 بالتعاون مع حزب الدعوة العراقي.
- تفجير ملحق سفارة الولايات المتحدة عام 1984، ما أسفر عن مقتل 24 شخصًا.[154]
- سلسلة من الهجمات على قوات الجيش الإسرائيلي ومسلحي جيش تحرير السودان في جنوب لبنان.[150]
- اختطاف رحلة TWA رقم 847 في عام 1985،[153]
- أزمة الرهائن في لبنان من 1982 إلى 1992.[155]

منذ عام 1990، شملت الأعمال والمحاولات الإرهابية التي ألقى باللوم فيها على حزب الله التفجيرات والهجمات التالية ضد المدنيين والدبلوماسيين:
- تفجير السفارة الإسرائيلية عام 1992 في بوينس آيرس، مما أسفر عن مقتل 29، في الأرجنتين.[153] تفاخر نشطاء حزب الله بالمشاركة في الهجوم.[154]
- في عام 1994، قصفت أميا مركزا ثقافيا يهوديا، مما أسفر عن مقتل 85 شخصا في الأرجنتين.[153] أعلنت جماعة أنصار الله، وهي جماعة فلسطينية على صلة وثيقة بحزب الله، مسؤوليتها عن الهجوم.[154]
- في عام 1994، أسفر هجوم إيه سي الرحلة 901 عن مقتل 21 شخصًا في بنما.  أعلنت جماعة أنصار الله، وهي جماعة فلسطينية وثيقة الصلة بحزب الله، مسؤوليتها عن الهجوم.
- أسفر تفجير أبراج الخبر في السعودية عام 1996 عن مقتل 19 جنديا أمريكيا.[156]
- في عام 2002، اتهمت سنغافورة حزب الله بتجنيد سنغافورة في مؤامرة فاشلة في التسعينيات لمهاجمة السفن الأمريكية والإسرائيلية في مضيق سنغافورة.[157]
- 15 كانون الثاني 2008، تفجير سيارة تابعة للسفارة الأمريكية في بيروت.[157]
- في عام 2009، تم الكشف عن مؤامرة حزب الله في مصر، حيث اعتقلت السلطات المصرية 49 رجلاً بتهمة التخطيط لهجمات ضد أهداف إسرائيلية ومصرية في شبه جزيرة سيناء .
- تفجير حافلة بورغاس 2012، قتل 6 أشخاص في بلغاريا. ونفى حزب الله مسؤوليته.[158]
- تدريب المتمردين الشيعة ضد القوات الأمريكية خلال حرب العراق .[154]

### عملية الوعد الصادق

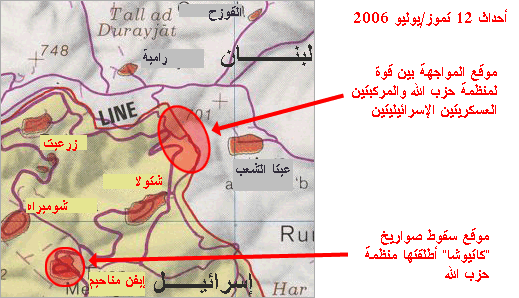
خريطة توضح موقع العملية

في 12 يوليو 2006 م، دخلت عناصر مقاتلة من حزب الله الحدود اللبنانية الإسرائيلية، ونفذت عملية (الوعد الصادق) والتي كانت تهدف إلى أسر عدد من الجنود الإسرائيليين لمبدلاتهم بأسرى لبنانيين وعرب في السجون الإسرائيلية. حيث أدت العملية إلى أسر جنديين إسرائيليين ومقتل ثمانية آخرين، فردت إسرائيل باجتياح الحدود اللبنانية ومحاولة التوغل في جنوب لبنان، وشنت حرباً على لبنان استمرت لـ 33 يوماً.
كان من أهم أهدافها ما سمته بـ «سحق حزب الله»، والقضاء على ترسانة الحزب العسكرية، وخاصة الصاروخية منها (والتي كانت ولا تزال تشكل تهديد أمني لأراضيها من جهة الشمال)، واستعادة جندييها الأسيرين بالقوة العسكرية من دون تفاوض حول ذلك، إلا أنها فشلت في تحقيق أي من تلك هذه الأهداف.

### مطالبات حقول الغاز 2010
في عام 2010، ادعى حزب الله أن حقل غاز داليت وتمار، الذي اكتشفته شركة نوبل إنرجي على بعد حوالي 50 ميلاً (80 كم) غرب حيفا في المنطقة الاقتصادية الإسرائيلية الخالصة، ينتمي إلى لبنان، وحذر إسرائيل من استخراج الغاز منهم. وحذر كبار المسؤولين في حزب الله من أنهم لن يترددوا في استخدام الأسلحة للدفاع عن موارد لبنان الطبيعية. ورداً على ذلك، ذكرت شخصيات في قوى 14 آذار أن حزب الله يقدم ذريعة أخرى للاحتفاظ بسلاحه. وقال النائب اللبناني أنطوان زهرة إن المسألة هي بند آخر "في قائمة الأعذار التي لا نهاية لها" التي تهدف إلى تبرير استمرار وجود ترسانة حزب الله.

### هجوم اسطنبول 2011
في يوليو/تموز 2011، ذكرت صحيفة كورييري ديلا سيرا الإيطالية، استنادًا إلى مصادر أمريكية وتركية، أن حزب الله كان وراء تفجير في إسطنبول في مايو/أيار 2011 أدى إلى إصابة ثمانية مدنيين أتراك. وقال التقرير إن الهجوم كان محاولة لاغتيال القنصل الإسرائيلي لدى تركيا موشيه كيمتشي. ونفت مصادر استخباراتية تركية صحة هذا النبأ وقالت إن «إسرائيل معتادة على خلق حملات تضليل باستخدام أوراق مختلفة».

### هجوم مخطط له في قبرص عام 2012
في يوليو 2012، اعتقلت الشرطة القبرصية رجلاً لبنانيًا بتهم محتملة تتعلق بقوانين الإرهاب بتهمة التخطيط لهجمات ضد سياح إسرائيليين. وبحسب مسؤولين أمنيين، كان الرجل يخطط لشن هجمات لصالح حزب الله في قبرص، واعترف بذلك بعد استجوابه. وتم تنبيه الشرطة بشأن الرجل بعد رسالة عاجلة من المخابرات الإسرائيلية. وكان بحوزة الرجل اللبناني صور لأهداف إسرائيلية ولديه معلومات عن خطوط طيران إسرائيلية تحلق ذهابا وإيابا من قبرص، وكان يخطط لتفجير طائرة أو حافلة سياحية. صرح رئيس الوزراء الإسرائيلي بنيامين نتنياهو أن إيران ساعدت الرجل اللبناني في التخطيط للهجمات.

### هجوم بورغاس 2012

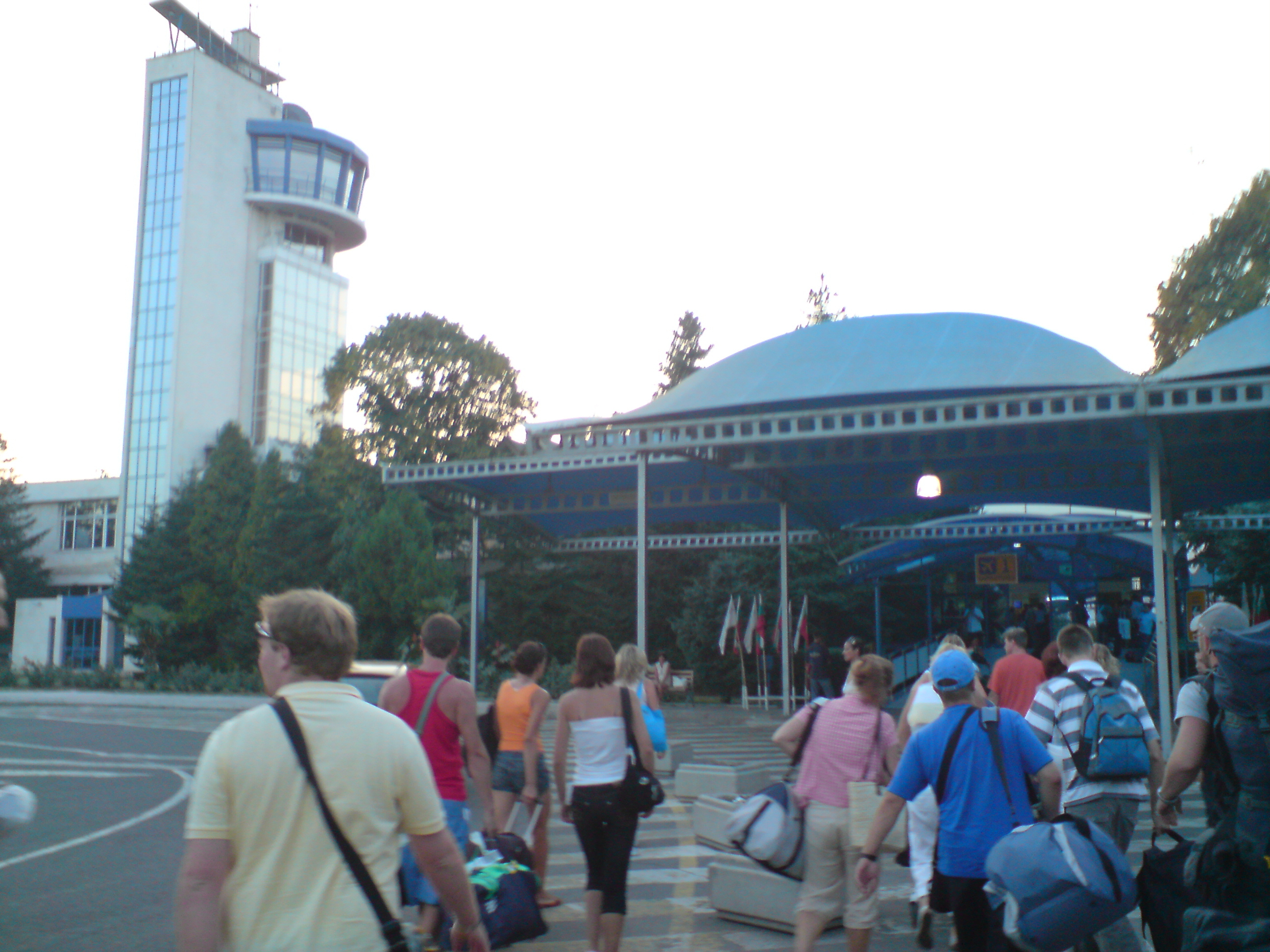
تفجير حافلة سياح إسرائيليين عبر قنبلة اثناء ذهابهم لمطار بورغاس في بلغاريا.

بعد التحقيق في تفجير حافلة بورغاس عام 2012 الهجوم الإرهابي ضد مواطنين إسرائيليين في بلغاريا، اتهمت الحكومة البلغارية رسميًا الحركة اللبنانية المسلحة حزب الله بارتكاب الهجوم.
```
قُتل خمسة مواطنين إسرائيليين وسائق الحافلة البلغاري والمفجر. وانفجرت القنبلة بينما كان السائحون الإسرائيليون يستقلون حافلة من المطار إلى الفندق الذي يقيمون فيه.
[
162
]
```

أفاد تسفيتان تسفيتانوف، وزير الداخلية البلغاري، أن المشتبه بهما المسؤولين هما أعضاء في الجناح العسكري لحزب الله. وقال إن الإرهابيين المشتبه بهم دخلوا بلغاريا في 28 يونيو وبقوا حتى 18 يوليو. وكانت إسرائيل قد اشتبهت في السابق بضلوع حزب الله في الهجوم. ووصف رئيس الوزراء الإسرائيلي بنيامين نتنياهو التقرير بأنه "تأكيد إضافي لما نعرفه بالفعل، وهو أن حزب الله ورعاته الإيرانيين ينظمون حملة إرهاب عالمية تمتد عبر البلدان والقارات". قال نتنياهو إن الهجوم في بلغاريا كان مجرد واحد من العديد من الهجمات التي خطط لها حزب الله وإيران ونفذوها، بما في ذلك الهجمات في تايلاند وكينيا وتركيا والهند وأذربيجان وقبرص وجورجيا.
قال جون برينان، مدير وكالة المخابرات المركزية، إن «لتحقيق الذي تجريه بلغاريا يفضح حزب الله على حقيقته - جماعة إرهابية مستعدة لمهاجمة الرجال والنساء والأطفال الأبرياء بشكل متهور، وهذا يشكل تهديدًا حقيقيًا ومتزايدًا ليس فقط على لبنان" . أوروبا، بل إلى بقية العالم». وتأتي نتيجة التحقيق البلغاري في وقت تقدم فيه إسرائيل التماساً إلى الاتحاد الأوروبي للانضمام إلى الولايات المتحدة في تصنيف حزب الله كمنظمة إرهابية.

### حادثة مزارع شبعا 2015
رداً على هجوم على قافلة عسكرية تضم ضباطاً من حزب الله وضباط إيرانيين في 18 كانون الثاني/يناير 2015 في القنيطرة في جنوب سوريا، شن حزب الله كميناً في 28 كانون الثاني/يناير ضد قافلة عسكرية إسرائيلية في مزارع شبعا التي تحتلها إسرائيل بصواريخ مضادة للدبابات ضدها. مركبتان إسرائيليتان تقومان بدوريات على الحدود، مما أسفر عن مقتل جنديين وجرح 7 جنود وضباط إسرائيليين، كما أكد الجيش الإسرائيلي.

### اغتيال رفيق الحريري

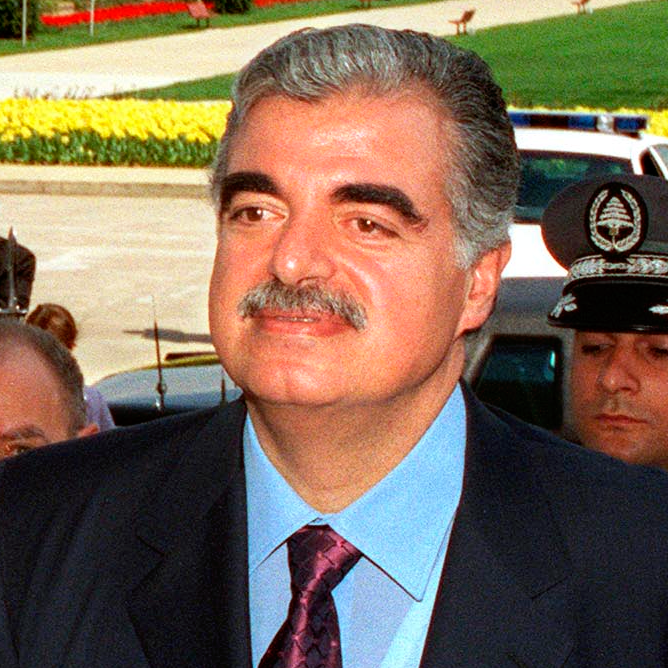
تم اغتيال رفيق الحريري عبر تفجير موكبه.

في 14 فبراير/شباط 2005، قُتل رئيس الوزراء اللبناني الأسبق رفيق الحريري، مع 21 آخرين، عندما انفجرت قنبلة على جانب الطريق في موكبه في بيروت. وكان رئيس الوزراء خلال الفترة 1992-1998 و2000-2004. وفي عام 2009، ورد أن المحكمة الخاصة التابعة للأمم المتحدة التي تحقق في مقتل الحريري وجدت أدلة تربط حزب الله بجريمة القتل.
في أغسطس 2010، رداً على إخطار بأن محكمة الأمم المتحدة ستتهم بعض أعضاء حزب الله، قال حسن نصر الله إن إسرائيل كانت تبحث عن طريقة لاغتيال الحريري في وقت مبكر من عام 1993 من أجل خلق فوضى سياسية من شأنها أن تجبر سوريا على الانسحاب من لبنان. لإدامة أجواء معادية لسوريا في لبنان في أعقاب الاغتيال. ومضى يقول إنه في عام 1996 اعتقل حزب الله عميلاً يعمل لصالح إسرائيل يُدعى أحمد نصر الله - لا علاقة له بحسن نصر الله - والذي زُعم أنه اتصل بالتفاصيل الأمنية للحريري وأخبرهم أن لديه دليل قوي على أن حزب الله كان يخطط لقتله. ثم اتصل الحريري بحزب الله وأبلغه بالوضع. رد سعد الحريري بأن على الأمم المتحدة التحقيق في هذه المزاعم.
في 30 يونيو 2011، أصدرت المحكمة الخاصة بلبنان، التي أنشئت للتحقيق في وفاة الحريري، أوامر اعتقال ضد أربعة من كبار أعضاء حزب الله، بما في ذلك مصطفى بدر الدين. في 3 يوليو/تموز، رفض حسن نصر الله لائحة الاتهام وندد بالمحكمة باعتبارها مؤامرة ضد الحزب، وتعهد بعدم اعتقال الأشخاص المذكورين تحت أي ظرف من الظروف.

### التورط في الحرب الأهلية السورية

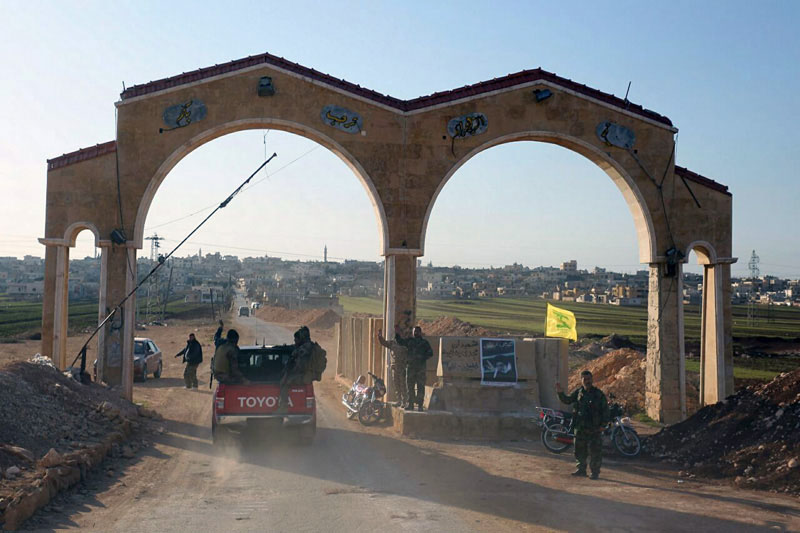
مشاركة حزب الله اللبناني في الحرب الأهلية السورية بجانب بشار الأسد وحكومة حزب البعث العروبي الإشتراكي.

كان حزب الله منذ فترة طويلة حليفًا لحكومة البعث في سوريا بقيادة عائلة الأسد. ساعد حزب الله الحكومة السورية خلال الحرب الأهلية السورية في حربها ضد المعارضة السورية، والتي وصفها حزب الله بأنها مؤامرة صهيونية لتدمير تحالفه مع الأسد ضد إسرائيل فيما يُعرف بمحور المقاومة الذي تقوده إيران. رأى جنيف عبده أن دعم حزب الله للأسد في الحرب السورية قد "حوّله" من مجموعة "تحظى بدعم بين السنة لهزيمة إسرائيل في معركة عام 2006" إلى "قوة شبه عسكرية شيعية بحتة".
وفي أغسطس 2012، فرضت الولايات المتحدة عقوبات على حزب الله لدوره المزعوم في الحرب. نفى الأمين العام نصر الله أن يكون حزب الله يقاتل نيابة عن الحكومة السورية، قائلاً في خطاب ألقاه في 12 أكتوبر/تشرين الأول 2012: "منذ البداية، أبلغت المعارضة السورية وسائل الإعلام أن حزب الله أرسل 3000 مقاتل إلى سوريا، وهو ما قلناه". لقد أنكرت". ومع ذلك، بحسب صحيفة ديلي ستار اللبنانية، قال نصر الله في نفس الخطاب إن مقاتلي حزب الله ساعدوا الحكومة السورية «في الاحتفاظ بالسيطرة على حوالي 23 قرية ذات موقع استراتيجي في سوريا يسكنها شيعة من الجنسية اللبنانية». وقال نصر الله إن «مقاتلي حزب الله لقوا حتفهم في سوريا وهم يؤدون "واجباتهم الجهادية"».
وفي عام 2012، عبر مقاتلو حزب الله الحدود من لبنان واستولوا على ثماني قرى في منطقة القصير في سوريا. في 16-17 فبراير 2013، ادعت جماعات المعارضة السورية أن حزب الله، بدعم من الجيش السوري، هاجم ثلاث قرى سنية مجاورة يسيطر عليها الجيش السوري الحر. وقال متحدث باسم الجيش السوري الحر إن "غزو حزب الله هو الأول من نوعه من حيث التنظيم والتخطيط والتنسيق مع القوات الجوية للنظام السوري". وقال حزب الله إن ثلاثة شيعة لبنانيين "دفاعا عن النفس" قتلوا في الاشتباكات مع الجيش السوري الحر. وقالت مصادر أمنية لبنانية إن الثلاثة كانوا أعضاء في حزب الله. رداً على ذلك، زُعم أن الجيش السوري الحر هاجم موقعين لحزب الله في 21 فبراير؛ واحدة في سوريا وواحدة في لبنان. وبعد خمسة أيام، قالت إنها دمرت قافلة تقل مقاتلين من حزب الله وضباطاً سوريين إلى لبنان، مما أسفر عن مقتل جميع الركاب.
في يناير 2013، دمرت القوات الجوية الإسرائيلية قافلة أسلحة تحمل صواريخ مضادة للطائرات من طراز SA-17 إلى حزب الله . كما تضرر مركز أبحاث قريب للأسلحة الكيميائية. ووقع هجوم مماثل على أسلحة كانت متجهة إلى حزب الله في شهر مايو من العام نفسه.
دعا قادة تحالف 14 آذار وشخصيات لبنانية بارزة حزب الله إلى إنهاء تدخله في سوريا، وقالوا إن ذلك يعرض لبنان للخطر. وقال صبحي الطفيلي، الزعيم السابق لحزب الله: «لا ينبغي لحزب الله أن يدافع عن النظام المجرم الذي يقتل شعبه والذي لم يطلق رصاصة واحدة دفاعاً عن الفلسطينيين». وقال إن "مقاتلي حزب الله الذين يقتلون الأطفال ويروعون الناس ويدمرون المنازل في سوريا سيذهبون إلى الجحيم". لقاء الشورى، مجموعة من زعماء الشيعة والسنة في بعلبك – الهرملكما دعا حزب الله إلى عدم "التدخل" في سوريا. وقالوا إن «فتح جبهة ضد الشعب السوري وجر لبنان إلى حرب مع الشعب السوري أمر خطير للغاية وسيكون له تأثير سلبي على العلاقات بين البلدين». كما دعا وليد جنبلاط، زعيم الحزب التقدمي الاشتراكي، حزب الله إلى إنهاء مشاركته وادعى أن «حزب الله يقاتل داخل سوريا بأوامر من إيران». الرئيس المصري محمد مرسي حزب الله بقوله: «نحن نقف ضد حزب الله في عدوانه على الشعب السوري. لا يوجد مكان أو مكان لحزب الله في سوريا.» لقد ضعف الدعم لحزب الله بين الجمهور السوري والعربي منذ تورط حزب الله وإيران في دعم نظام بشار الأسد خلال الحرب الأهلية.
في 12 مايو 2013، حاول حزب الله مع الجيش السوري استعادة جزء من القصير. في لبنان، كانت هناك "زيادة في جنازات مقاتلي حزب الله" و"قصف المتمردون السوريون المناطق التي يسيطر عليها حزب الله".
في 25 مايو 2013، أعلن نصر الله أن حزب الله يقاتل في الحرب الأهلية السورية ضد المتطرفين الإسلاميين و«تعهد بأن مجموعته لن تسمح للمسلحين السوريين بالسيطرة على المناطق المتاخمة للبنان.» وأكد أن حزب الله كان يقاتل في بلدة القصير السورية الاستراتيجية إلى جانب قوات الأسد. وقال في خطاب متلفز: «إذا سقطت سوريا في أيدي أمريكا وإسرائيل والتكفيريين، فإن شعوب منطقتنا سوف تدخل في فترة مظلمة.»

### التورط في التدخل الذي تقوده إيران في العراق
ابتداءً من يوليو 2014، أرسل حزب الله عدداً غير معلوم من المستشارين الفنيين ومحللي الاستخبارات إلى بغداد لدعم التدخل الإيراني في العراق (2014 إلى الوقت الحاضر). وبعد ذلك بوقت قصير، وردت أنباء عن مقتل قائد حزب الله إبراهيم الحاج في معركة بالقرب من الموصل.

### عمليات أمريكا اللاتينية
بدأت عمليات حزب الله في أمريكا الجنوبية في أواخر القرن العشرين، وتركزت حول السكان العرب الذين انتقلوا إلى هناك بعد الحرب العربية الإسرائيلية عام 1948 والحرب الأهلية اللبنانية عام 1985. في عام 2002، كان حزب الله يعمل بشكل علني في سيوداد ديل إستي، باراجواي. ابتداءً من عام 2008، بدأت وكالة مكافحة المخدرات الأمريكية بمشروع كاساندرا للعمل ضد أنشطة حزب الله فيما يتعلق بتهريب المخدرات في أمريكا اللاتينية. توصل التحقيق الذي أجرته إدارة مكافحة المخدرات إلى أن حزب الله جنى حوالي مليار دولار سنويًا وقام بتهريب آلاف الأطنان من الكوكايين إلى الولايات المتحدة. الوجهة الأخرى لتهريب الكوكايين الذي يقوم به حزب الله هي دول مجلس التعاون الخليجي. في عام 2013، اتُهم حزب الله بالتسلل إلى أمريكا الجنوبية وإقامة علاقات مع عصابات المخدرات في أمريكا اللاتينية. إحدى مناطق العمليات تقع في منطقة الحدود الثلاثية ، حيث يُزعم أن حزب الله متورط في تهريب الكوكايين. وقد عمل المسؤولون في السفارة اللبنانية في باراغواي على مواجهة الادعاءات الأمريكية ومحاولات تسليم المجرمين. في عام 2016، زُعم أن الأموال المكتسبة من مبيعات المخدرات استخدمت لشراء أسلحة في سوريا. في عام 2018، إنفوبايوذكرت أن حزب الله كان يعمل في كولومبيا تحت اسم منظمة الأمن الخارجي. وفي العام نفسه، ألقت الشرطة الأرجنتينية القبض على أفراد يُزعم أنهم على صلة بأنشطة حزب الله الإجرامية داخل البلاد. ويُزعم أيضًا أن فنزويلا تساعد حزب الله في عملياته في المنطقة. أحد أشكال المشاركة هو غسيل الأموال.

### عمليات الولايات المتحدة
علي كوراني، أول عنصر في حزب الله يُدان ويُحكم عليه في الولايات المتحدة، كان قيد التحقيق منذ عام 2013 وعمل على توفير معلومات الاستهداف وتجنيد الإرهابيين لمنظمة الجهاد الإسلامي التابعة لحزب الله. قامت المنظمة بتجنيد أحد سكان مينيسوتا السابقين وعالمة لغوية عسكرية، مريم تالا طومسون، التي كشفت عن "هويات ما لا يقل عن ثمانية أصول بشرية سرية؛ وما لا يقل عن 10 أهداف أمريكية؛ وتكتيكات وتقنيات وإجراءات متعددة" قبل أن يتم القبض عليها. تم اكتشافه ومحاكمته بنجاح في محكمة أمريكية.

### آخر
في عام 2010، شارك أحباش وأعضاء من حزب الله في معركة في الشوارع كان يُنظر إليها على أنها تتعلق بقضايا مواقف السيارات، واجتمعت المجموعتان لاحقًا لتشكيل صندوق تعويض مشترك لضحايا الصراع.

## صواريخ حزب الله
- صواريخ (كاتيوشا) معظم الصواريخ التي يمتلكها حزب الله من هذا النوع، والذي يتراوح مداه بين 12 إلى 22 كيلومتراً.
- صواريخ (فجـر) وهي صواريخ كاتيوشا مطورة من قبل إيران، ويبلغ مداها ما بين 35 إلى 75 كيلومتراً.
- صواريخ (رعد) وهذه صواريخ إيرانية الصنع، وهي تقليد لصواريخ (فروج-7) الروسية، ويصل مداها إلى 70 كيلومتراً.
- صواريخ (زلزال) وهذه صواريخ إيرانية الصنع، باستطاعة رأس الصاروخ منها حمل مواد متفجرة تصل إلى ما بين 400 و 600 كيلو غرام، ويبلغ مداها ما بين 150 إلى 200 كيلومتراً.[175]
- صواريخ (مضادة للدروع) وهي صواريخ روسية الصنع من طراز (Sagger AT-3) و (Spigot AT-4)، كما أنه يمتلك صواريخ (Tow) غربية الصنع وكلها ذات تكنولوجيا عالية ومتطورة.
- صواريخ مضادة للسفن والبوارج (أرض - بحر) وهي صواريخ (سي-802) من صنع إيراني مطور عن تكنولوجيا صينية، ومداه يصل إلى نحو 100 كيلومتر وموجه بالرادار.
- صواريخ مضادة للطائرات (أرض - جو) وهي صواريخ مقلدة عن صواريخ (سام-7) الروسية، ولكنها أقل طولاً ووزناً منها. وهذه الصواريخ يمكن حملها على الكتف وتتميز بأنها ذات توجيه ذاتي.[176]

يمتلك حزب الله عدد غير معلوم من الطائرات (من دون طيار) إيرانية الصنع، من نوع (مهاجر-4)، والتي أطلق عليها الحزب اسم (المرصاد-1). وتحمل هذه الطائرة ثلاث كاميرات وراداراً رقمياً ونظام إرسال إلكترونياً، وهي قادرة على التحليق على ارتفاع أكثر من ستة آلاف قدم، وتصل سرعتها القصوى إلى حوالي 120 كيلومتراً في الساعة، وتبلغ قوة محركها نحو 10 أحصنة.

## الحزب والحياة السياسية

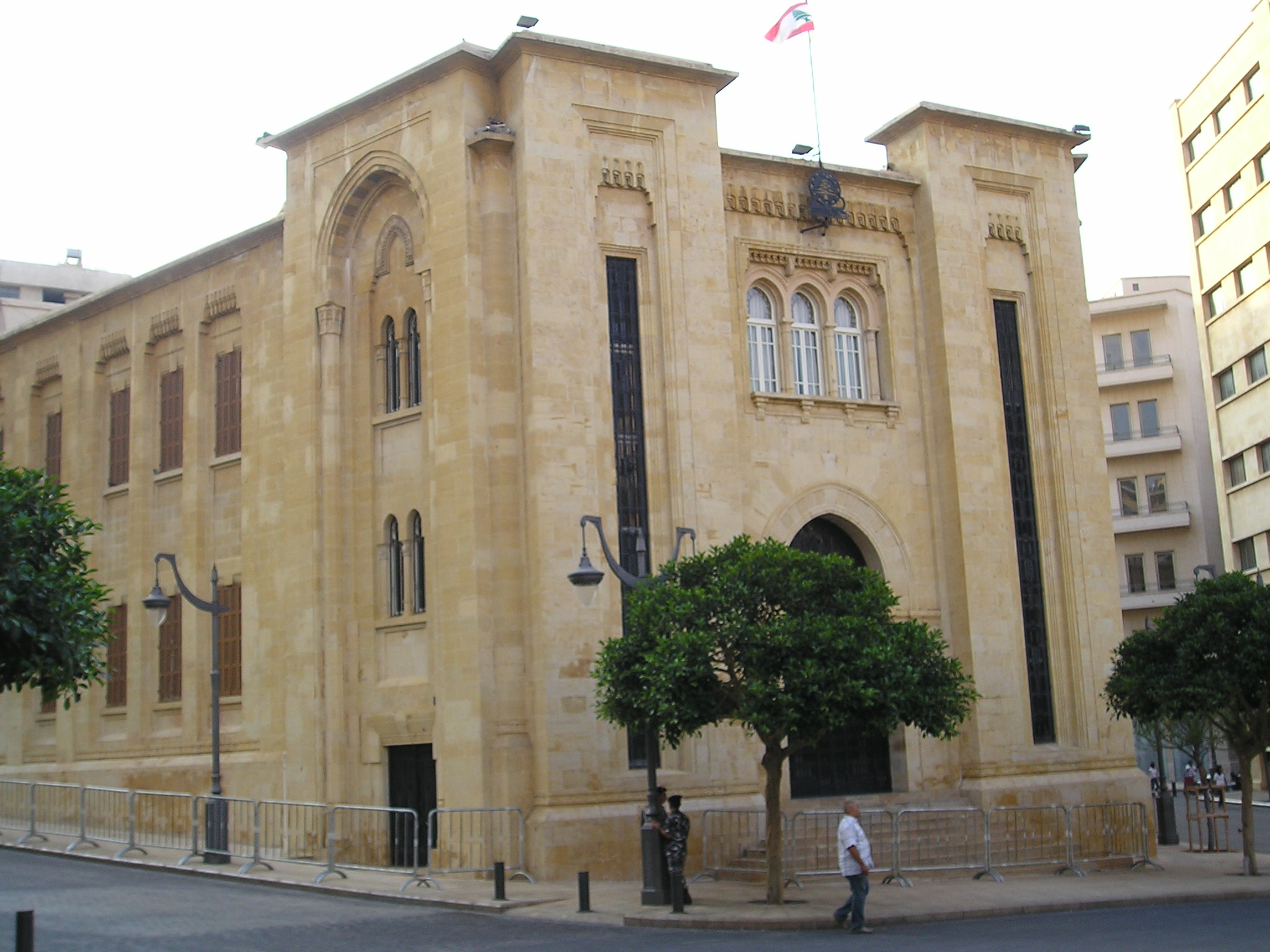
مبني مجلس النواب اللبناني ببيروت

لحزب الله حضور في الحياة السياسية اللبنانية منذ توقيع اتفاق الطائف عام 1990 الذي أيده مع التحفظ على بعض بنوده. ويقف الحزب في صف المعارضة، وقد فاز في أول انتخابات برلمانية يشارك فيها في عام 1992 بـ 12 مقعداً وهو أكبر عدد من المقاعد تفوز به كتلة حزبية منفردة.
كما شارك في انتخابات عام 1996، ويمثله حالياً ثمانية نواب، ويسعى إلى تشكيل قوة ضغط سياسية، ولذلك فللحزب حضور فاعل ومشاركة في انتخابات النقابات وبخاصة نقابتي المهندسين والأطباء، والاتحادات الطلابية والمهنية والعمّإليه.
وسعى الحزب عبر أدائه السياسي إلى «تطبيق الإسلام» عن طريق الحوار والإقناع، ويرفض أسلوب العنف وسيلة للوصول إلى السلطة، ويدعو كذلك إلى التواصل بين الحضارات ويرفض الصدام الحتمي بينها، ولذلك نشط في إقامة حوارات بينه وبين الشخصيات الروحية المسيحية، وسعى إلى التنسيق مع التيارات اليسارية والقومية، ولا يمانع الحزب في المشاركة بالحكومة.

## الحزب واغتيال الرئيس رفيق الحريري
أتهمت المحكمة الدولية المكلفة النظر في قضية أغتيال الرئيس رفيق الحريري حزب الله في التورط والضلوع في اغتيال الرئيس الحريري وذلك بالتنسيق مع بعض قادة الجيش السوري، وقد قدمت المحكمة أسماء أربعة اشخاص ينتمون الي الحزب بصفتهم المدبرين الرئيسين لعملية الاغتيال وهم: مصطفى بدر الدين وسليم العياش واسد صبرا وحسين عنيسي. بينما ينفي الحزب ذلك وقام بتقديم بعض الفيديوهات التي تظهر مراقبة طائرة إسرائيلية لسيارة رفيق الحريري قبل الانفجار.
وبحسب المصادر السياسية فان «مصطفى بدر الدين هو شقيق زوجة (القيادي في حزب الله) عماد مغنية (الذي اغتيل في 2008 في دمشق)، وعضو المجلس الجهادي وقائد العمليات الخارجية في الحزب. وبحسب المذكرة، هو من خطط واشرف على تنفيذ العملية التي استهدفت رفيق الحريري».
سليم العياش «هو أحد كوادر حزب الله، وبحسب مذكرة التوقيف هو مسؤول الخلية المنفذة للاغتيال ومشارك في التنفيذ». اما اسد صبرا وحسين عنيسي (من مواليد 1974)، فمتهمان ب«التواصل مع أبو عدس واخفائه في مرحلة لاحقة». وأحمد أبو عدس هو من اتصل بقناة «الجزيرة» بعد اغتيال الحريري في عملية تفجير في 14 شباط/فبراير 2005 لتبني العملية.